# Telstar 14R
Telstar 14R (Estrela do Sul 2) ist ein Kommunikationssatellit des kanadischen Satellitenbetreibers Telesat. Der Satellit kann Nord- und Südamerika sowie Teile von Europa versorgen.
Der Start des Satelliten  erfolgte am 20. Mai 2011 um 19:15 (UTC). Danach konnte sich eines der Sonnensegel nicht vollständig entfalten, was aber nach damaliger Einschätzung des Betreibers die Übertragungskapazität nicht beeinträchtigt.